# سو بيج
سو بيج (بالإنجليزية: Sue Page)‏ هي طبيبة أسترالية، ولدت في عام 1960.
وهي عضو في مجلس إدارة North Coast GP Training، وRACGP Rural. حتى عام 2010، كانت المديرة الافتتاحية لتعاون التعليم الطبي بالساحل الشمالي، وهو مشروع يربط بين جامعة سيدني وجامعة غرب سيدني وجامعة ولونجونج، والذي أنشأ تدريبًا لمدة عام لطلاب كلية الطب في المناطق الريفية وما بعدها. جنبا إلى جنب مع UCRH.
وبصفتها قائدًا إكلينيكيًا للتعليم في RACGP، ترأست بيج عملية مراجعة المناهج الوطنية والتحرك نحو التعلم المبني على النتائج من خلال البيانات التي يمكن تحميلها على الهواتف الذكية. لقد ساعدت في إنشاء زمالة الكلية الجديدة للممارسة العامة الريفية المتقدمة، FARGP، والتي تتضمن عمليات الاعتراف بالتعلم المسبق للأطباء العاملين في الريف في الممارسة المعمول بها. لقد دافعت عن استيعاب الرعاية الصحية عن بعد في الممارسة المجتمعية الأسترالية من خلال أدوار في المجموعة الاستشارية للصحة عن بعد التابعة لوزارة الصحة والشيخوخة، ومشاركات التحدث في المؤتمرات والمساهمة في موارد الرعاية الصحية عن بعد ، بما في ذلك وحدة التعلم النشط الجديدة RACGP.